# Rikiosatoa
Rikiosatoa là một chi bướm đêm thuộc họ Geometridae.